# Charlotte Blay
Charlotte Blay (født 15. oktober 1938) er en dansk forfatter. Hun er primært kendt for sine rejsebeskrivelser.
Hendes første bog blev udgivet i 1970 og hed Hyldehytten.

## Privat
Charlotte Blay er datter af en skipper og opvoksede i Svendborg.
Hun er gift med Jørgen Windfeldt og har tre døtre, Josephine, Sisse og Mille. Hun har i alt 13 børnebørn.

## Eksterne links
- Profil på gyldendal.dk